# Affetschlag
Affetschlag ist eine Ortschaft in der Stadtgemeinde Bad Leonfelden im Mühlviertel in Oberösterreich. Die Ortschaft hat 18 Einwohner (Stand: 1. Jänner 2024).

## Geographie
Die Ortschaft liegt im Böhmerwald und nahe der Staatsgrenze zu Tschechien. Sie ist Teil der Katastralgemeinde Weigetschlag und des Zählsprengels Bad Leonfelden-Umgebung. Zur Ortschaft Affetschlag gehören 6 Adressen (Stand: 1. April 2020). Sie umfasst die gleichnamige Rotte Affetschlag und die Einzelsiedlung Ablege.
Die Rotte befindet sich im Einzugsgebiet des Schildbachs. Direkt südlich des Hofs Affetschlag Nr. 1 gibt es einen gut strukturierten, niedrigwüchsigen Übergangsbestand zwischen Magerwiese und Bürstlingsrasen. Etwas südöstlich davon ist die Restfläche einer Magerwiese erhalten. Im Waldgebiet sind zwei weitere Magerwiesen vorhanden, die aus einem aufgedüngten Bürstlingsrasen bestehen, von denen eine im Südwesten und eine im Südosten der Ortschaft liegt.

## Geschichte
Affetschlag wurde im Jahr 1356 als Anfůsslag urkundlich erwähnt. Der Ortsname stammt vom mittelhochdeutschen ânefuoz für ‚Ohnefuß‘ und verweist hier auf einen Personennamen.
Laut Adressbuch von Österreich waren im Jahr 1938 in Affetschlag einige Landwirte mit Ab-Hof-Verkauf ansässig.

## Kultur und Sehenswürdigkeiten

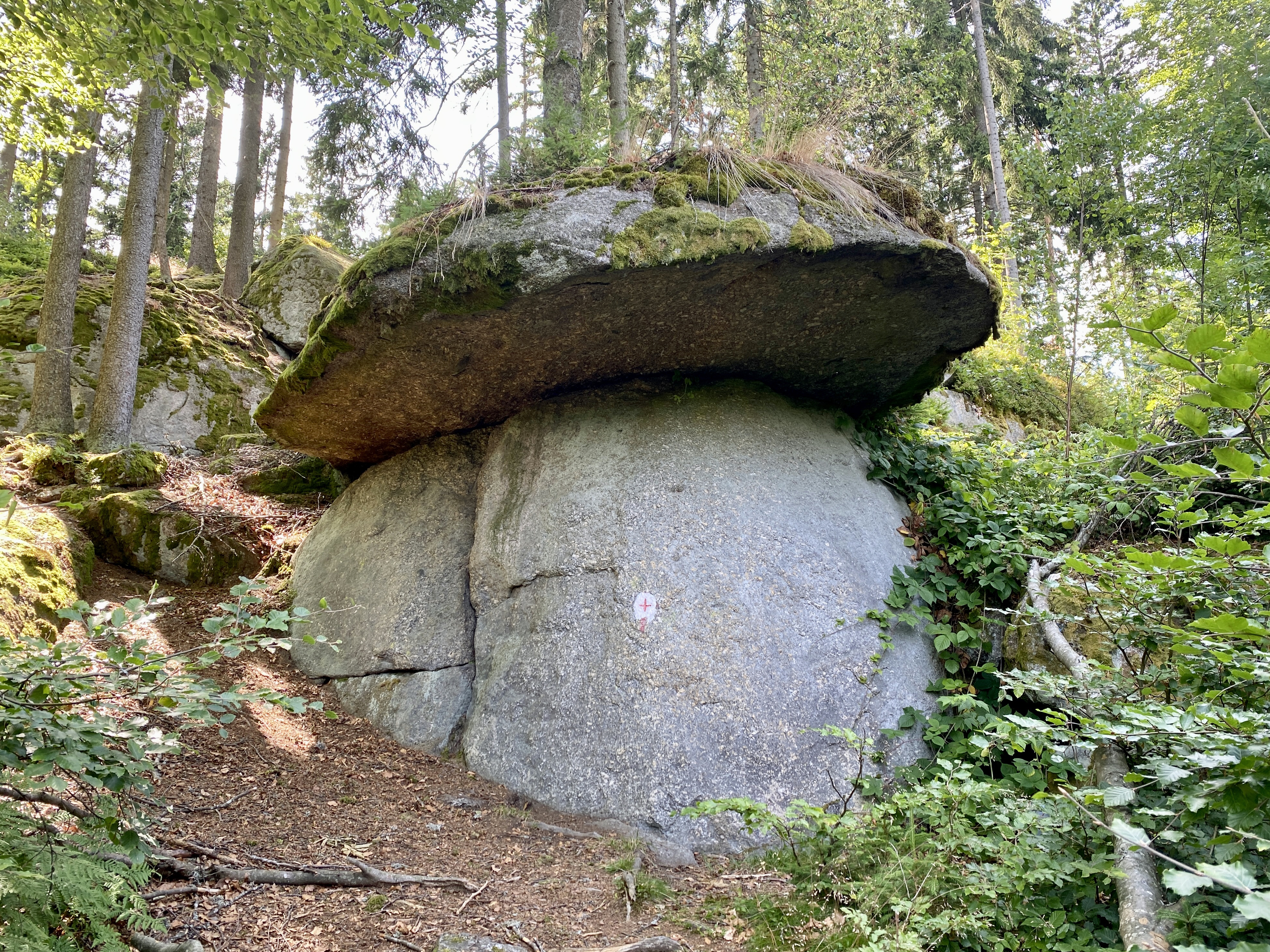
Pilzstein

Der Pilzstein südlich der Ortschaft ist als Naturdenkmal ausgewiesen. Es handelt sich um eine Gesteinsformation in Form eines Pilzes.
Durch Affetschlag führen zwei schwere Wanderwege: die 35 Kilometer lange Salzstraßen-Runde und die 18,7 Kilometer lange Grenzland-Runde. Mehrere Radtour-Strecken verlaufen durch den Ort: die 47,9 Kilometer lange, mittelschwere Sternwald-Grenzland-Runde, die 29,6 Kilometer lange, schwere Vyšší-Brod-Runde und die 21,8 Kilometer lange, schwere Studánky-Runde. Die 26,4 Kilometer lange, mittelschwere Grenzenlosradel-Tour / Studanky ist für E-Bikes gedacht.